# Hotchkiss Artois
La Artois era un'autovettura di fascia alta prodotta dal 1948 al 1950 dalla Casa automobilistica franco-statunitense Hotchkiss.

## Profilo
La Artois era un nuovo modello di fascia alta presentato al Salone di Parigi del 1948 e lanciato in sostituzione della precedente Hotchkiss 864. La meccanica non presentava granché di nuovo per quanto riguardava la motorizzazione base: la Artois era infatti equipaggiata da un motore a 4 cilindri in linea da 2312 cm³, lo stesso che a suo tempo equipaggiò il modello 864. Tale motore erogava una potenza massima sensibilmente superiore rispetto a quello delle antenate che lo avevano montato, portandosi così da 58 a 70 CV a 4000 giri/min.
Vi era però, oltre a questa, una versione più potente, equipaggiata dal 6 cilindri da 3485 cm³, lo stesso montato sulle varie 620 e 866, ma rispetto a queste ultime era depotenziato da 125 a 110 CV, per non andare a cannibalizzare gli altri modelli in listino.

Le prestazioni erano simili a quelle delle antenate: la Artois 2.3 raggiungeva una velocità massima di oltre 120 km/h, mentre la versione 3.5 arrivava a sfiorare i 140.
Qualche novità più consistente si ebbe dal punto di vista del telaio: le sospensioni anteriori erano a ruote indipendenti e non più ad assale rigido come nel caso delle antenate. Esteticamente la Artois era quasi identica alla 864 che andava a sostituire: solo alla fine del 1949 vi fu un leggero restyling, in occasione del quale furono inseriti alcuni particolari, come i fari anteriori antinebbia e le feritoie per l'aerazione del vano motore, che distinsero ulteriormente la Artois dalla sua antenata.
Fu sostituita nel 1950 dalla Anjou e dall'innovativa Grégoire.